# Pastinak
Pastinak (znanstveno ime Pastinaca sativa) (ali tudi navadni rebrinec) je korenasta zelenjava in je v sorodu s korenjem. Podoben je korenju, vendar svetlejše barve in bolj sladkega okusa, še posebno, ko je kuhan. Tako kot korenje tudi pastinak izvira iz Evrazije in je bil od nekdaj uporabljan kot hranilo, najstarejši zapisi o pastinaku pa segajo v obdobje antične Grčije in Rima. 